# Gustavo Zagrebelsky
Gustavo Zagrebelsky (San Germano Chisone, 1 de junho de 1943) é um constitucionalista italiano.

## Biografia
De origem russa, Gustavo é o irmão mais novo do magistrado Vladimiro Zagrebelsky. Constitucionalista membro da Associação Italiana de Constitucionalistas, é também professor catedrático de direito constitucional na Universidade de Turim.
Foi nomeado para o Tribunal constitucional italiano em setembro de 1995. Em 28 de janeiro de 2004, foi eleito presidente do Tribunal constitucional, cargo que ocupou até a expiração do seu mandato em 13 de setembro de 2004.
Em seus estudos, Zagrebelsky afirma a importância do duplo aspecto do direito, destacando o perigo de um direito decorrente da criticidade apenas formal ou apenas substancial, defendendo, por isso, a visão dualista, que em seu estado atual é perdida em favor do niilismo jurídico.
Sua obra também opera amplas reflexão e reformulação de alguns autores clássicos do século XX do pensamento jurídico, como Piero Calamandrei, Costantino Mortati e Rudolf Smend.
Uma de suas principais obras, cuja tradução para o espanhol tem particular difusão no Brasil, é El derecho dúctil. Ley, derechos, justicia (Il diritto mite. Legge, diritti, giustizia). Nela, o jurista italiano tece importantes apontamentos sobre teoria e filosofia do direito, com ênfase nas modificações que vem sofrendo o direito constitucional no contexto europeu.

## Obras
- Sulla consuetudine costituzionale nella teoria delle fonti del diritto. Turim: UTET, 1970.
- Amnistia, indulto e grazia: profili costituzionali. Milão: Giuffrè, 1974.
- La giustizia costituzionale. Bolonha: Il Mulino, 1977. 2 ed., 1988.[2]
- Le immunità parlamentari: natura e limiti di una garanzia costituzionale. Turim: Einaudi, 1979.[2]
- Manuale di diritto costituzionale. Turim: UTET, 1987. vol. I, Le fonti del diritto.
- La giustizia costituzionale. Bolonha: Il Mulino, 1988.
- Società, stato, costituzione: lezioni di dottrina dello stato degli anni accademici 1986-87 e 1987-88. Editado por Nicolò Zanon. Turim: Giappichelli, 1988.
- Il diritto mite. Legge, diritti, giustizia. Turim: Einaudi, 1992.
- Il federalismo e la democrazia europea. Roma: Carocci, 1994.
- Il «crucifige!» e la democrazia. Turim: Einaudi, 1995.[2]
- Il futuro della Costituzione. Com Pier Paolo Portinaro e Jorg Luther. Turim: Einaudi, 1996.
- Diritti e costituzione nell'Unione Europea. Bari: Laterza, 2003.
- La domanda di giustizia. Com Carlo Maria Martini. Turim: Einaudi, 2003.
- La leggenda del grande inquisitore. Bréscia: Morcelliana, 2003.
- Principî e voti. La Corte costituzionale e la politica. Turim: Einaudi, 2005.
- Norberto Bobbio tra diritto e politica. Com Massimo Salvadori, Riccardo Guastini, Michelangelo Bovero, Pier Paolo Portinaro, Luigi Bonanate. Bari: Laterza, 2005.
- Essere delle istituzioni. Nápoles: Editoriale Scientifica, 2005.
- Imparare democrazia. Turim: Einaudi, 2007.
- Lo Stato e la Chiesa. Coleção de artigos publicados na Repubblica. Roma: Gruppo Editoriale L'Espresso, 2007.
- Giuda. Il tradimento fedele. Bréscia, Morcelliana, 2007.
- La virtù del dubbio. Intervista su etica e diritto. Editado por Geminello Preterossi. Bari: Laterza, 2007.
- Contro l'etica della verità. Bari: Laterza, 2008.
- La legge e la sua giustizia. Bolonha: Il Mulino, 2009.